# درازمحله (ساری)
درازمحله، روستایی است از توابع بخش رودپی شهرستان ساری در استان مازندران ایران است و پرچمدار روستا های اطراف خودش میباشد

## جمعیت
این روستا در دهستان رودپی شرقی قرار داشته و براساس آخرین سرشماری مرکز آمار ایران که در سال ۱۳۸۵ صورت گرفته، جمعیت آن ۵۸۶نفر (۱۶۹خانوار) بوده‌است.